# Зубченко Олександр Михайлович
Зубченко Олександр Михайлович (нар. 4 вересня 1955, Боярка, Київська область) — український письменник.

## Біографія
Народився в місті Боярка Київської області. Закінчив Київський національний економічний університет та Національну академію державного управління при Президентові України, магістр державного управління. Працює в Національній академії в протокольному відділі з 1995 року.
Навчався у літературній студії відомого дитячого поета Василя Зайця. Вірші Зубченка публікувалися в газетах і журналах, а його віршовані гуморески — в гумористичному журналі «Перець».
Згодом почав писати пісенну поезію та співпрацювати з відомим фольклорним колективом «Козацькі забави», з яким були записані жартівливі пісні «Козацький блюз», «Жук із Колорадо», «Шабелька», «Пісня про Байду» та декілька інших.
У 2007 році написав лібрето народного мюзиклу «Колода» на музику В. Домшинського. Має у творчому доробку більше 40 пісенних поезій на музику В. Хурсенка та Е. Малахової, які виконуються не тільки в Україні, але й в Росії та Канаді.
Одружений з 1985 року, має двох дочок.

## Творчість
У 2009 році розпочав роботу над історичним пригодницьким романом «Перемагаючи долю», що отримав відзнаку у конкурсі «Коронація слова» у 2011 році та став номінантом у категорії «Дитяча книга року BBC». Твір став першим прозовим дебютом автора. У 2017 році вийшло перевидання роману «Перемагаючи долю. Під чужим небом» і продовження «Перемагаючи долю. Козацьке щастя». У червні 2016 року отримав перемогу в номінації «Віршовані твори для дітей середнього шкільного віку» у конкурсі «Коронація слова» за віршовану казку «Гриць і Змієва гора». 2018 року вийшла заключна частина трилогії «Перемагаючи долю» — роман «Повій, вітре!». У 2019 році вийшла друком віршована казка "Гриць і Змієва гора" у видавництві "Корбуш". У 2020 році науково-фантастична повість О.М.Зубченка "Перлина Всесвіту " отримала приз читацьких симпатій на конкурсі "Коронація слова". У 2021 році на конкурсі "Гранд Коронація слова" повість "Невидима сотня" отримала Спецвідзнаку від підліткового журналу "Однокласник" за глибоке і захопливе занурення в історію. У 2023 році отримав відзнаку на конкурсі "Коронація слова" в номінації "Романи" за кращий патріотичний твір, роман "Люта".